# Viettea
Viettea là một chi bướm đêm thuộc phân họ Tortricinae của họ Tortricidae.

## Các loài
- Viettea spectabilis Diakonoff, 1960